# Symmius planus
Symmius planus là một loài chân đều trong họ Chaetiliidae. Loài này được Nunomura miêu tả khoa học năm 1984.